# Kirchenkreis Burgwedel-Langenhagen
Der Kirchenkreis Burgwedel-Langenhagen ist einer von neun Kirchenkreisen im Sprengel Hannover der Evangelisch-lutherischen Landeskirche Hannovers. Er hat seinen Sitz in Langenhagen.

## Geographie und Geschichte
Der Kirchenkreis umfasst das Gebiet der Kommunen Burgwedel, Isernhagen, Langenhagen und Wedemark im Nordosten der Region Hannover. Er ist am 1. Januar 2001 entstanden aus dem damaligen Kirchenkreis Burgwedel (der 1869 zum größten Teil durch Abtrennung von der Inspektion Burgdorf gebildet wurde) und Teilen des Kirchenkreises Hannover-Nord. Geprägt ist der Kirchenkreis durch einerseits städtische Strukturen mit allen sozialen Problemen und andererseits durch die eher ländlichen Strukturen des Hannoverschen Umlandes. Sind auf der einen Seite in Langenhagen eher „junge“ Gemeinden anzufinden (Matthias-Claudius, Paulus, Emmaus, Elia) so finden sich im ländlichen Bereich häufig sehr alte Gemeinden mit historischem Hintergrund (Bissendorf, Brelingen, Burgwedel, Engelbostel, Isernhagen). Zurzeit leben ca. 43.000 evangelische Christen in 18 Kirchengemeinden.

## Gremien und Personalia
Wie die anderen Kirchenkreise der evangelisch-lutherischen Landeskirche Hannover auch, wird der Kirchenkreis Burgwedel-Langenhagen geleitet von dem Superintendenten sowie dem „Kirchenkreistag“ (der Synode), der wiederum Kirchenkreistagsvorstand (legislativer Vorstand), Kirchenkreisvorstand (exekutiver Vorstand) sowie die zuarbeitenden Ausschüsse wählt. Zum Kirchenkreis gehören kirchlich-diakonische Einrichtungen. Das zuständige Kirchenkreisamt Burgdorfer Land mit Sitz in Großburgwedel teilt sich der Kirchenkreis mit dem Kirchenkreis Burgdorf.